# Synaptola armipes
Synaptola armipes là một loài bọ cánh cứng trong họ Cerambycidae.